# Lauw
Lauw je občina v departmaju Haut-Rhin francoske regije Alzacija.
Leta 1990 je v občini živelo 948 oseb oz. 206 oseb/km².